# Zion & Lennox
Zion & Lennox fue un dúo musical puertorriqueño integrado por Félix Ortiz, «Zion», y Gabriel Pizarro, «Lennox», Fue formado a comienzos del año 2000 en Carolina, logrando popularidad internacional por su álbum debut Motivando a la Yal (2004), que incluyo canciones como «Bandida», «Doncella» y «Yo voy», el cual se separó en 2024. Luego de una breve separación en 2006, regresaron como dúo en los años siguientes, publicando Los Verdaderos (2010), Motivan2 (2016) y El sistema (2021), antes de hacerse pública una segunda separación en 2024.
A lo largo de su carrera musical han recibido nominaciones en diversos premios como los Billboard Latin Music Awards, Latin American Music Awards, ASCAP, entre otros. Han ganando en la categoría «mejor artista latin rhythm del año, dúo o grupo» de los Billboard Latin Music Awards por tres años consecutivos.

## Biografía
Félix Ortiz y Gabriel Pizarro nacieron en Carolina, Puerto Rico. Se conocieron en 1998, mientras eran vecinos y tenían intereses comunes por el hip hop, reggae y dancehall. Su gusto común por la música rápidamente se convirtió en una seria pasión una vez que el hermano de Lennox los invitara a cantar una canción de manera oficial en 2001.
Previo a sus apodos actuales, Ortiz usaba el nombre de Indio, mientras que Pizarro usó el apodo de Shakka Dan, este último fue debido a las preferencias del rapero por el estilo reggae. Al explicar el origen de sus nombres, Ortiz comentó que mientras usaba el apodo de Indio, sentía que le faltaba algo para completarlo, así que se le ocurrió poner el nombre de Indio Zion. Al explicar en otra entrevista su significado, comentó “en la cultura de reggae, de rasta, ven el Sion como un lugar sagrado, positivo”. En el caso de Pizarro, expresa “lo saqué de una película donde salían varios cantantes del hip hop; me gustó mucho como sonaba y además, hacía química con el nombre de Zion”. Tal película era Belly (1998), dirigida por Hype Williams.
Mientras ambos se interesaron en el nuevo género, su enfoque fue gradualmente distinto a las canciones tradicionales de la escena underground, en lo que se refieren actualmente como «el toque comercial» que no poseía el reguetón, es decir, el tipo de letras alejadas de la violencia y la misoginia.
Ambos tienen familiares que también se destacan en el género, Zion es primo-segundo del corista Jory Boy, quien formaba parte del dúo Nova & Jory, mientras que Lennox es hermano de Luis Pizarro, más conocido como Mackie Ranks del dúo Yaga & Mackie.

## Carrera artística

### 2000–2005: Inicios yMotivando a la Yal
Zion & Lennox consiguieron sus primeras oportunidades oficiales gracias a la intervención del dúo Yaga & Mackie, en especial de Mackie, quien lo invitó a su estudio que había en su casa. Esto fue lo que les permitió grabar su primera canción como dúo, a pesar de contratiempos como el trabajo de Lennox en el aeropuerto Luis Muñoz Marín. Incluso con las distintas oportunidades para aparecer en 'mixtapes oficiales y otros más underground en su tiempo, comentaron que para sus presentaciones en vivo solo cobraban $200.
Al año siguiente, luego de distintas apariciones en recopilaciones como The Godfather, MVP y Los matadores, causó que su popularidad saliera del ámbito underground. A comienzos de 2003, aparecen en Desafío con «Baila conmigo», siendo un álbum de varios artistas producido por el dúo de Luny Tunes y Noriega, donde se dieron a conocer de manera internacional. Esta oportunidad les permitió aparecer en las producciones más importantes de esos años, como Blin Blin Vol. 1, Mas Flow o The Noise: La Biografía, con el que alcanzaron mayor popularidad en algunas radios de América Latina.
En mayo de 2004, publicaron de manera mundial su primer álbum de estudio, Motivando a la Yal, cuenta con múltiples temas reconocidos como «Yo Voy», «Bandida», «Doncella», entre otros; con reconocidos invitados y productores que colaboraron en el álbum como Luny Tunes, Eliel, Nely el Arma Secreta y Noriega. Según palabras del dúo en 2016, el título del álbum viene de la palabra gyal o girl, donde comentaban que sonaba a 'yal'. A finales de año, su canción «Ahora» fue seleccionada por EA Sports Canadá para formar en el banda sonora de su juego FIFA Football 2005.
Una edición especial, titulado Motivando a la Yal: Special Edition fue lanzado un año más tarde. Para esta nueva edición, publicaron como sencillo principal «Don't Stop», además de nuevas canciones y remezclas de la edición anterior, como «Hasta abajo», «Ahora», «Bandida» o «Yo voy», con Miri Ben-Ari, Fatman Scoop y Pitbull, que aparece acreditada como «Jump and Spread Out» o «Donde están las mamis?». Ya por estos años, cada uno había establecido su propia compañía discográfica donde descubrían y apadrinaban talentos, como fueron Arcángel & De la Ghetto. Zion poseía a Baby Records mientras que Lennox tenía a Toma Enterprises, a la vez que usaban una compañía en conjunto, nombrada Coexistence Records para publicar su álbum. Durante el resto de 2005 realizaron una giras por varias ciudades de los Estados Unidos, como Miami, Orlando, Nueva York, y se han presentado en escenarios como el Madison Square Garden y el Miami Arena. Como dúo también tuvieron conciertos y apariciones en festivales de países hispanohablantes, como República Dominicana, Panamá, Ecuador, entre otros.

### 2006–2009: Pausa temporal y regreso
A comienzos de 2006, anunciaban sus planes de publicar un nuevo álbum, The Eternity. Sus planes para la producción, destinado para febrero, era ser una «tarima» para impulsar nuevos talentos como Arcángel, De La Ghetto y Alex Zurdo. En abril, terminaron su contrato con el sello discográfico White Lion, que publicó sus álbumes previos, anunciando una separación temporal a mediados de año. En el año 2006 solo tuvieron participación en un par de canciones, destacando dos colaboraciones en el álbum Abusando del género de DJ Joe y una para la compilación Chosen Few: El Documental II, que entraron en las listas de Billboard sin mucho éxito.
Después del anuncio de separación, Zion publicó en 2007 su álbum de estudio como solista, The Perfect Melody, haciendo giras promocionales por ciudades de Estados Unidos como Nueva Jersey y Nueva York. A pesar de estar con sus carreras solistas, colaboraron como dúo en algunas canciones, como «María», que formó parte de los bonus tracks del álbum de Zion. Otra canción desprendida fue «Una cita», incluido en la compilación Invasión del productor Echo. Lennox también estuvo trabajando con distintos cantantes, como La Sista, Arcángel y el dúo Yaga & Mackie, intentando publicar un álbum colaborativo llamado «Los mero meros», pero nunca fue oficial, ya que fue pirateada y liberada por Internet. En una entrevista promocionando su tienda de ropa, anunció un futuro álbum, titulado «La evolución», pero fue descartado después de su regreso con Zion; causado por su aparición en el concierto Welcome to My World en el Coliseo José Miguel Agrelot de la ciudad de San Juan, a finales de 2007.
A su regreso oficial de 2008, colaboran en el primer álbum de estudio del dúo apadrinado por Luny Tunes, Erre XI, apareciendo en la canción «Invisible». A comienzos de 2008, su regreso fue confirmado en varias entrevistas, con la publicación de múltiples canciones y apariciones en distintas recopilaciones y álbumes de estudio. Un mixtape fue publicado en el año 2009, Pa' la calle, presentando el sencillo «Amor genuino». Junto al vídeo musical terminó teniendo rotación en Billboards y canales musicales.
Durante 2009 también colaboraron con Tito el Bambino para su álbum El Patrón, en el sencillo «Mi cama huele a ti», logrando la primera posición en los Latin Rhythm Airplay de Billboard. Al año siguiente, el dúo tuvo una remezcla en versión salsa con Charlie Cruz.

### 2010–2014: Etapa en Pina Records
En el año 2010, después de la participación en la compilación Golpe de Estado en la canción «Tengo que decir», el sello discográfico Pina Records tuvo un acercamiento al dúo, concretando en abril de 2010 su contratación, y el día 2 de noviembre publican su segundo álbum de estudio titulado Los verdaderos. El álbum contiene canciones con merengue, bachata, balada pop y mezclas electrónicas. Cuenta con múltiples colaboraciones de artistas del rubro como Jowell & Randy, Daddy Yankee, Tony Dize, J Balvin y Alberto Stylee; mientras la producción musical estuvo a cargo de Eliel.
Para 2011, colaboraron con sus colegas R.K.M. & Ken-Y para su tercer álbum Forever, participando en la canción «A ella le gusta el Dembow», y de manera posterior en la remezcla de «No vuelvas». En ese año, se anuncia la publicación de una compilación de los miembros de la compañía Pina Records titulado La fórmula, realizando múltiples giras en promoción. En la primera etapa de grabaciones, a inicios de 2012, donde se libera el sencillo «Única y especial», que sería uno de los sencillos promocionales del nuevo álbum. La canción fue descartada y luego incluida de manera posterior en una edición especial. La Fórmula terminó siendo publicado el 21 de agosto de 2012, presentado con el sencillo «La Diosa de los corazones», que alcanzó la posición número uno en la lista Hot Latin Songs. Apoyado por ese sencillo, el álbum alcanzó el primer lugar en los Top Latin Albums, además de recibir tres nominaciones en los premios Billboard Latino.
El día 28 de julio de 2013, durante el evento Dragmania en Orlando, Florida; Zion tuvo un altercado con el CEO de Pina Records, Rafael «Raphy» Pina, quien lo golpeó y pidió a seguridad que retiraran a Zion del recinto; publicando una imagen en Instagram donde se aprecia la marca del golpe en uno de sus pómulos. Posteriormente, Ortiz anunció la demanda por $2.6 millones, además alegando la violación de incumplimiento de contrato, cobro de dinero, daños y perjuicios contractuales.
Luego del incidente, el dúo estableció su propia compañía discográfica, Baby Records Inc., junto a su primer sencillo promocional, «La botella». A comienzos de 2014 fue publicado un mixtape, Los diamantes negros, incluyendo sencillos como «La botella» y «Solo tú». Realizaron giras en promoción de sus sencillos, incluyendo una remezcla de «Solo tú» junto a J Balvin y Nicky Jam, «Pierdo la cabeza» y sus remezclas posteriores (una junto a Yandel y Farruko; y otra junto a Arcángel & De la Ghetto). Otras colaboraciones incluyen a Dálmata en su sencillo «Dulce carita», y «Dame una noche» con el dúo Plan B para su álbum Love & Sex; participando en su gira All Ages Concert, donde anunciaron que no había más conflictos con Pina Records.

### 2015–2017:Motivan2
Su primer gran lanzamiento durante este tiempo fue «Pierdo la cabeza», canción compuesta por Gabriel Cruz, más conocido como Wise, quien ha colaborado con ellos desde su etapa solista en 2007. Desde noviembre de 2014, la canción escaló posiciones en varias listas musicales, como la segunda posición del Latin Airplay de Billboard. Debido al éxito comercial del sencillo, fueron nominados a los Premios Billboard Latinos de 2016 en tres categorías: “Canción del Año Airplay”, “Canción Latin Rhythm” y como Artista del Año Dúo o Grupo en la sección “Latin Rhythm Songs”. Para julio, Zion publicó un par de vídeos en donde comentaba el próximo sencillo, titulado «Embriágame», pero acabó siendo pospuesto por un accidente de tránsito que sufrió en agosto, retomando las grabaciones en la última parte de 2015. También se publica la canción junto a su vídeo musical «Ganas de ti», que fue grabado para el EP Melodías de Oro, presentado por el productor Juan Santana y Gocho. El sencillo también escaló distintas posiciones del Billboard Latino entre 2015 y 2016.
Warner Music Latina tuvo un acercamiento al grupo, firmando por el sello a finales de diciembre. El sencillo «Embriágame» fue publicado a comienzos de febrero de 2016, y en medio de giras de promoción a este lanzamiento, se presentaron en los Premio Lo Nuestro interpretando un medley de «Embriágame» y «Pierdo la cabeza», este último junto a Yandel y Farruko, y se coronaron como Mejor Dúo Latino Urbano en los Premios Billboard Latinos a finales de abril. Durante marzo, también anunciaron el próximo sencillo, titulado «Otra vez» en colaboración con J Balvin, que fue publicado de manera mundial el 5 de agosto. En medio de esa promoción, en julio fue publicado una remezcla de «Embriágame», con la participación de Don Omar.
El 30 de septiembre se lanzó oficialmente al mercado su tercer álbum de estudio Motivan2. Consta de 18 temas (que incluye «Otra vez» y las dos versiones de «Embriágame»), además de colaboraciones con Maluma, R. Kelly, Daddy Yankee, entre otros. El álbum alcanzó el número uno del Top Latin Albums del Billboard, además de liderar y estar en el top 10 en Chile, Colombia y otros países de Latinoamérica. El sencillo «Otra vez» junto con el artista colombiano J Balvin, acabó posicionándose como uno de los temas más populares en 2016 tanto en radios y plataformas como YouTube y Spotify, además de recibir triple disco de platino a final de año. «Otra vez» tuvo una remezcla con la artista brasileña Ludmilla, la cual fue publicada en marzo de 2017 en formatos digitales. En noviembre, colaboraron con Don Omar en su nuevo sencillo «Te quiero pa' mi», el cual forma parte de la nueva edición remasterizada del álbum King of Kings, liderando los Latin Airplay de Billboard en enero de 2017 y publicando un vídeo musical al mes siguiente. El 12 de diciembre de 2016, el dúo recibió dos nominaciones al Premio Lo Nuestro para la edición de 2017, en la cual fueron nominados en las categorías Dúo o Grupo del Año y Artista del Año en la categoría urbano, además de ser invitados a los premios Tu Mundo.
En febrero, también formaron parte del sencillo de Enrique Iglesias y Descemer Bueno, «Súbeme la radio», grabando un vídeo en La Habana, Cuba; el cual obtuvo diversas nominaciones y premiaciones. Por otra parte, el 9 de abril publicaron el tercer sencillo oficial del álbum, «Mi tesoro» junto a Nicky Jam, la cual solo fue publicado momentáneamente con un vídeo lírico en previa al desarrollo de un videoclip promocional, lo cual coincidió con los Premios Billboards Latinos de ese año. Durante el resto del año, encabezaron múltiples shows y festivales, entre ellos uno realizado en Chile, que coincidió con su posterior participación en la vigésima novena versión de Teletón, y su nominación al Festival Internacional de la Canción de Viña del Mar, del cual venían expresando su interés por años.

### 2018–2021:El sistema
En febrero de 2018, se presentaron en la edición 59 del Festival Internacional de Viña del Mar, donde participaron de la obertura junto a los locales del país Illapu, el dúo cubano Gente de Zona y el dúo estadounidense Ha*Ash, entre otros. El día de su presentación interpretaron varios de sus temas populares, a la vez que estrenaron en directo su nuevo sencillo, «La player (Bandolera)», además de ser los encargados de cerrar el show. Este nuevo sencillo fue uno de los tendrían como dúo durante el año, ya que en mayo colaboraron nuevamente con J Balvin en su sencillo «No es justo» del álbum Vibras y en agosto publicaron otro sencillo, titulado «Hola». Las tres canciones alcanzaron la posición #1 del Billboard Latin Rhythm Airplay dentro del mismo año.

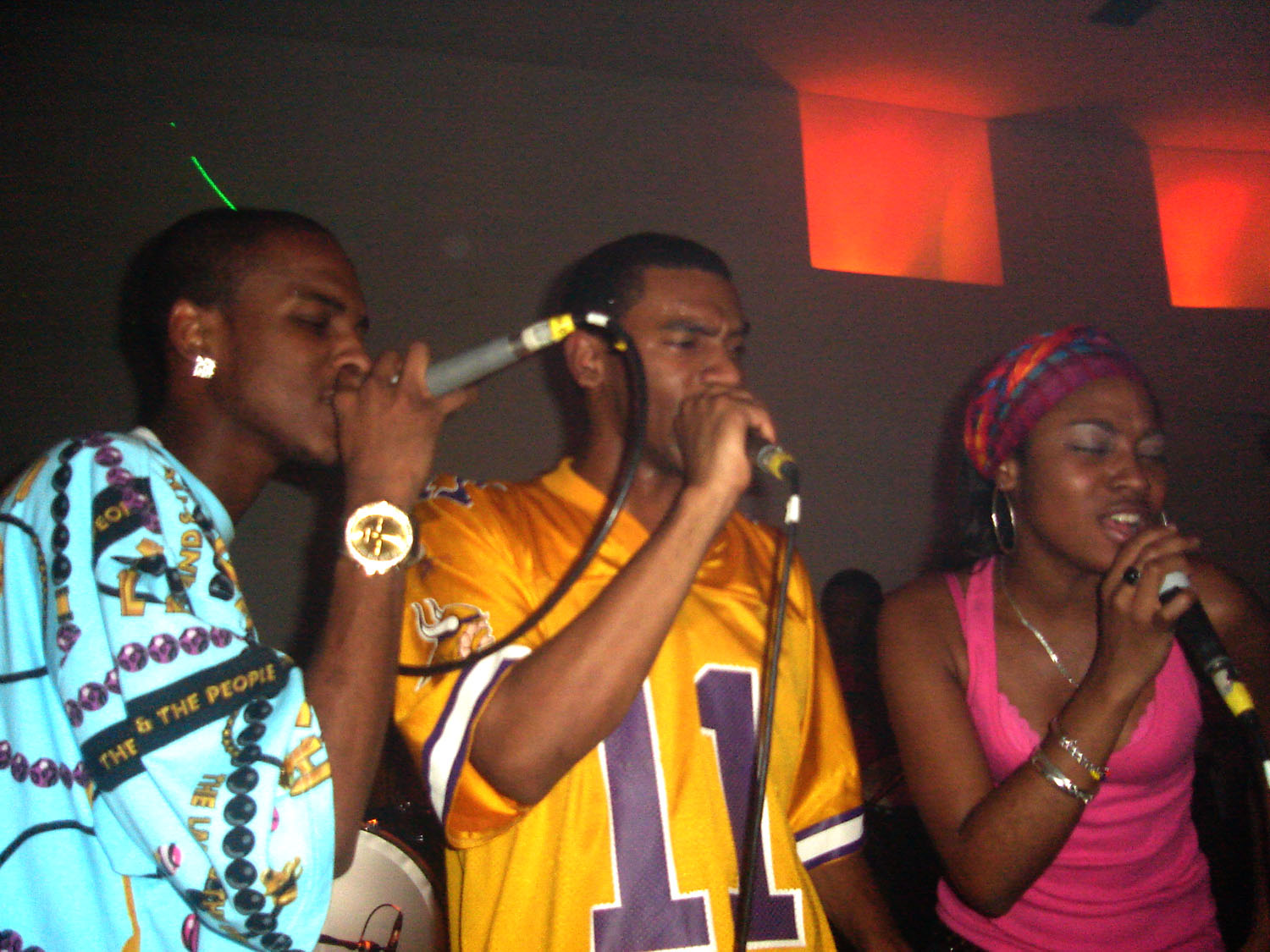
Slow Mike, miembro de ChocQuibTown, quién estuvo presente con el dúo en un campamento musical en Medellín junto a Justin Quiles y Dímelo Flow en 2018, produciendo la mayoría de las canciones presente en su cuarto álbum.

Su último sencillo en el año 2018, «Hipnosis», fue promocionado a fines de octubre, y donde se confirmó un contrato con la empresa de management Magnus, a cargo del artista Marc Anthony. El 12 de diciembre anunciaron el inicio de su Eighteen World Tour, en conmemoración por sus 18 años de trayectoria, la cual comenzó en abril de 2019 en Puerto Rico, y que abarcó sus temas más populares. En mayo publicaron «Guayo», colaborando con Anuel AA y el productor Haze. A comienzos de diciembre estrenaron «Sistema», el cual fue presentado como parte de su cuarto álbum El sistema, siendo el primer sencillo oficial.
Para 2020, habían planeado un tour norteamericano llamado ICONIC Tour Twenty 20 que daría inicio en marzo, pero debió ser postergado por la pandemia del COVID-19. En medio del confinamiento, se publica un sencillo promocional, «Mujer satisfecha», comentando que las fechas de su gira fueron acomodadas, ya que los planes originales eran publicar el álbum en medio del tour estadounidense o en septiembre. A comienzos de julio liberaron otro sencillo promocional, «All Night», afirmando que fue inspirado por los eventos del confinamiento mundial. El dúo describe haber tomado inspiraciones del sencillo de mismo nombre de Lionel Richie y la canción «Rock with You» de Michael Jackson. En julio también fue publicado la colaboración «Te mueves» junto a la cantante Natti Natasha y con la producción musical a cargo de Tainy. Un vídeo musical fue grabado por separado, Lennox en Puerto Rico, Zion en Colombia y Natti Natasha en Miami; siendo dirigido por Marlon Peña. Otros sencillos fueron publicados a finales de año, «Gota Gota» con El Alfa en octubre, y «No me llama» con Myke Towers en diciembre.
En julio de 2021, fue publicado su álbum El sistema como conmemoración de sus veinte años como dúo, incluyendo sencillos previos y otras colaboraciones con De La Ghetto, Natti Natasha, Lenny Tavarez, Rauw Alejandro, Darell y Sech. Junto al álbum, estrenaron «Estrella» como sencillo junto a un vídeo grabado en República Dominicana, siendo una de las canciones favoritas del dúo por el ritmo y las melodías, descrita por Zion como “un reguetón semi-romántico”. Como promoción, anunciaron un concierto especial nombrado La trayectoria para el 4 de diciembre en el Coliseo de Puerto Rico José Miguel Agrelot, conmemorando su aniversario. Días después, se confirmaron otras dos funciones en el mismo escenario, con las entradas agotadas en solo horas.

### 2022–2024: Fusiones y segunda separación
Iniciando el año 2022, se aliaron con la marca Jack Daniel's para un concierto especial en el Roxy Theatre, donde adelantaban la publicación de su sencillo «Brisa» y la intención de introducir nuevos estilos musicales en su repertorio. La canción fue una colaboración con el artista venezolano Danny Ocean, donde fueron destacados sus toques de afrobeat y house como una forma de reintroducirse en su descrita nueva etapa. Luego de una participación en los Premios Tu Música Urbano, fue publicado su siguiente sencillo «Berlín», donde fueron acompañados por María Becerra en ritmos descritos como dance latino. El tercer sencillo, «WAYO», cuyas fusiones de música electrónica con tropical y menciones al fútbol en su vídeo musical, fue escogido por Telemundo en su apertura de transmisiones de la Copa Mundial de Fútbol de 2022.
A comienzos de 2023, estrenaron «Desnúdate», una canción de salsa con temática de amor y engaño que fue producido por Sergio George y Motiff. Zion comenta que realizar la canción ha sido uno de sus desafíos musicales más difíciles, notando que en esencia fue un homenaje para los intérpretes con los que crecieron escuchando música. Una nueva colaboración, «Nos matamos» junto al cantante Adriel Favela, en una fusión con regional mexicana. A finales de agosto, estrenaron «Para siempre» en colaboración con Anuel AA, siendo producido musicalmente por DJ Luian y Mambo Kingz. Unos meses después publicaron su último sencillo del año, «Ahora» junto a Wisin, realizando un vídeo musical en la ciudad de Miami.
En 2024, no publicaron nuevos sencillos, sólo apareciendo por última vez como dúo en pocas colaboraciones de otros artistas, como Gaby Music, Chanell, Ryan Castro y el dúo Jowell & Randy. El 13 de noviembre, Zion hizo pública la separación del dúo, esto a través de un comunicado en su cuenta de Instagram. En ese escrito, se revela que Zion estuvo evaluando a inicios de año cómo avanzar con sus intereses personales y profesionales, decidiendo hacerlo público para evitar otros rumores. Los indicios más fuertes de una separación fueron a comienzos del mes, cuando Lennox realizó una presentación en solitario en el cierre de campaña de la gobernadora electa Jenniffer González. El dúo recibió dos nominaciones por última vez al Latin Grammy 2024, que se llevó a cabo el 14 de noviembre del mismo año.  Para cerrar el comunicado, también fue revelado que Zion estaba desarrollando The Perfect Melody II y otros proyectos relacionados con su álbum que saldrá en 2027 conmemorando 20 años de que Zion Lanzó "The perfect Melody l" su primer álbum de estudio como solista, el cual fue lanzado en el año 2007.

## Estilo musical
Desde sus orígenes previos como dúo, estaban influenciados por ritmos como el raggamuffin, dancehall y las bases de hip hop, donde posteriormente agregaron estilos como electropop y R&B contemporáneo en la composición, tanto en sus letras, como en el ritmo. Parte de sus experimentaciones se refleja en sus temas variados, desde bachata hasta soca, junto a sus letras, las cuales reflejan parte del amor, la diversión y la rumba, según sus palabras.
Debido a su enfoque más romántico, han recibido una recepción positiva por DJs y presentadores de radio por su contenido lírico y musical, generalmente siendo descritos como «intérpretes pioneros». En una entrevista con Vice, Lennox describe esa percepción, “[...] primero empezaron los pioneros y somos de la segunda etapa del género”, además de mencionar como los intentos de censura de finales de los años 90 los inspiró a seguir en la música.
Canciones en específico como «Amor genuino», describen la influencia de “elementos africanos por el sonido de los tambores, flamenco con la guitarra, reggae, dancehall”. También han realizado colaboraciones con artistas del habla inglesa como Akon, R. Kelly y Ed Sheeran, en ocasiones haciendo influencia de un spanglish dentro de su repertorio.

## Activismo
Como dúo, comentan que prefieren participar en eventos y actividades benéficas en privado, aun así, han participado en varias acciones populares, brindando ayuda y conciertos por lugares arrasados por el Huracán María. También se unieron a la campaña Bridg-it, enfocada en la ayuda ante casos de bullying, debido a las experiencias del dúo cuando jóvenes, que sufrieron de racismo. Otra iniciativa apoyada fue #GivingTuesdayPR, donde se cambió los nombres de sus canciones durante un día, con el fin de dar conciencia y ayuda a proyectos de tipo social. A este proyecto, se sumaron artistas como Cosculluela y la banda de rock Black Guayaba. Durante las protestas por la muerte de George Floyd, Zion realizó un llamado a la solidaridad y motivando a la comunidad latinoamericana a apoyar la causa.

## Discografía
Álbumes de estudio
- 2004: Motivando a la Yal
- 2010: Los verdaderos
- 2016: Motivan2
- 2021: El sistema